# چوب‌خمیده

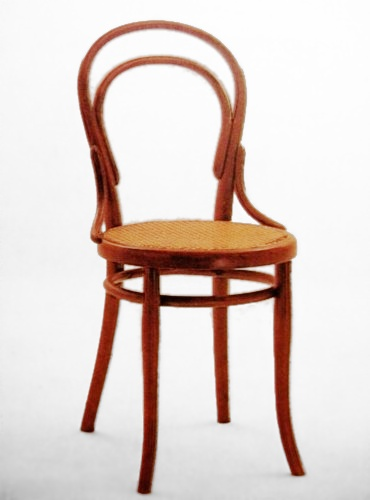
صندلی شماره ۱۴، اثر: مایکل تونت

چوب‌خمیده (به انگلیسی: Bentwood) اشیائی هستند که با تکنیک خیس کردن چوب (یا با خیساندن یا بخار دادن)، سپس خم کردن آن و سفت شدن آن به شکل‌ها و الگوهای منحنی ساخته می‌شوند.
در ساخت مبلمان از این روش اغلب در تولید صندلی‌های راک (گهواره‌ای)، صندلی کافه و سایر مبلمانِ سَبک استفاده می‌شود. صندلی شماره ۱۴ نمادین، اثر مایکل تونت یک طراحی شناخته شده بر اساس این تکنیک است (این صندلی، چون نخستین بار یکی از مهاجران لهستانی این روش را در ایران بکار گرفت، در ایران به عنوان صندلی لهستانی شناخته می‌شود). این فرآیند برای ساخت انواع مبلمان معمول و غیررسمی به ویژه انواع صندلی و میز کاربرد گسترده‌ای دارد. همچنین یک تکنیک محبوب در تولید جهانی مبلمان با قاب‌های ساخته شده از نی‌های ضخیم است که معمولاً به مغازه‌های اروپایی و غربی راه می‌یابند.
صندلی لهستانی گونه‌ای صندلی چوبی است که در برخی اجزای آن چوب خم شده بکار رفته است. روش ساخت میز و صندلی به این روش را میشائل تونت در قرن نوزدهم ابداع کرد. 